# Tømmerby Sogn
Tømmerby Sogn er et sogn i Thisted Provsti (Aalborg Stift).
I 1800-tallet var Lild Sogn anneks til Tømmerby Sogn. Begge sogne hørte til Vester Han Herred i Thisted Amt. Tømmerby-Lild sognekommune blev ved kommunalreformen i 1970 indlemmet i Hanstholm Kommune, som ved strukturreformen i 2007 indgik i Thisted Kommune.
I Tømmerby Sogn ligger Tømmerby Kirke.
I sognet findes følgende autoriserede stednavne:
- Frøstrup (bebyggelse, ejerlav)
- Frøstrup Hede (bebyggelse)
- Højstrup (bebyggelse, ejerlav)
- Højstrup Mark (bebyggelse)
- Kærup (bebyggelse)
- Kærup Holme (bebyggelse)
- Kærup Mark (bebyggelse)
- Langvad (bebyggelse, ejerlav)
- Lynge (bebyggelse)
- Selbjerg Vejle (areal)
- Skårup Odde (areal)
- Tømmerby (bebyggelse, ejerlav)
- Tømmerby Fjord (areal)
- Tømmerby Hede (bebyggelse)
- Tømmerby Kær (bebyggelse)
- Tømmerby Mark (bebyggelse)
- Tømmerby Å (vandareal)